# Lej-cu
Lej-cu (Leizu), más néven Hszi Ling-si (Xi Ling Shi) a Sárga Császár felesége és talán a mennydörgés istennője az ókori kínai mitológiában. Mivel a nevében a lei (lei) szót gyakran a 嫘 írásjeggyel és nem a 'mennydörgés' jelentésű 雷 írásjeggyel írják, ezért a mennydörgésistenekhez sorolása nem egészen bizonyított. Lej-cu (Leizu) (雷祖) néven ismert az égi mennydörgéshivatal feje is a kínai népi mitológiában, aki azonban az ábrázolásokon szakállas férfiként jelenik meg.

## Legendája
Egy legenda szerint Lej-cu (Leizu) úgy fogant meg, hogy lenyelt egy borsószemet, és abból született meg a fia, Csang-ji (Changyi). Férjéhez, a Sárga Császárhoz hasonlóan, ő is emberek üdvére tevékenykedő kultúrhéroszként jelenik meg az ókori mitológiában, a hagyomány ugyanis neki tulajdonítja a selyemhernyó-tenyésztés és a selyemszövés feltalálását.
Elképzelhető, bár nem bizonyított, hogy az ő alakja inspirálhatta kései népi mitológiában felbukkanó mennydörgésisten, Lej-cu (Leizu) alakját is, aki egyben a mennydörgés hivatal feje is. Az ő kíséretéhez tartozik Lej-kung (Leigong), valamint a villám istennője, Tien-mu (Tianmu), a szél istene, Feng-po (Fengbo) és az eső istene, Jü-si (Yushi). Mennydörgésisten formájában Lej-cu (Leizu)t általában három szemmel ábrázolták. A homlokán lévő harmadik szeméből fénysugár áradt. Szobrát szokás volt templomokban, középen elhelyezni. A köznapi vallásos gyakorlat során alig különböztették meg Lej-cu (Leizu)t és Lej-kung (Leigong)ot.